# Kölner Schöffenkrieg

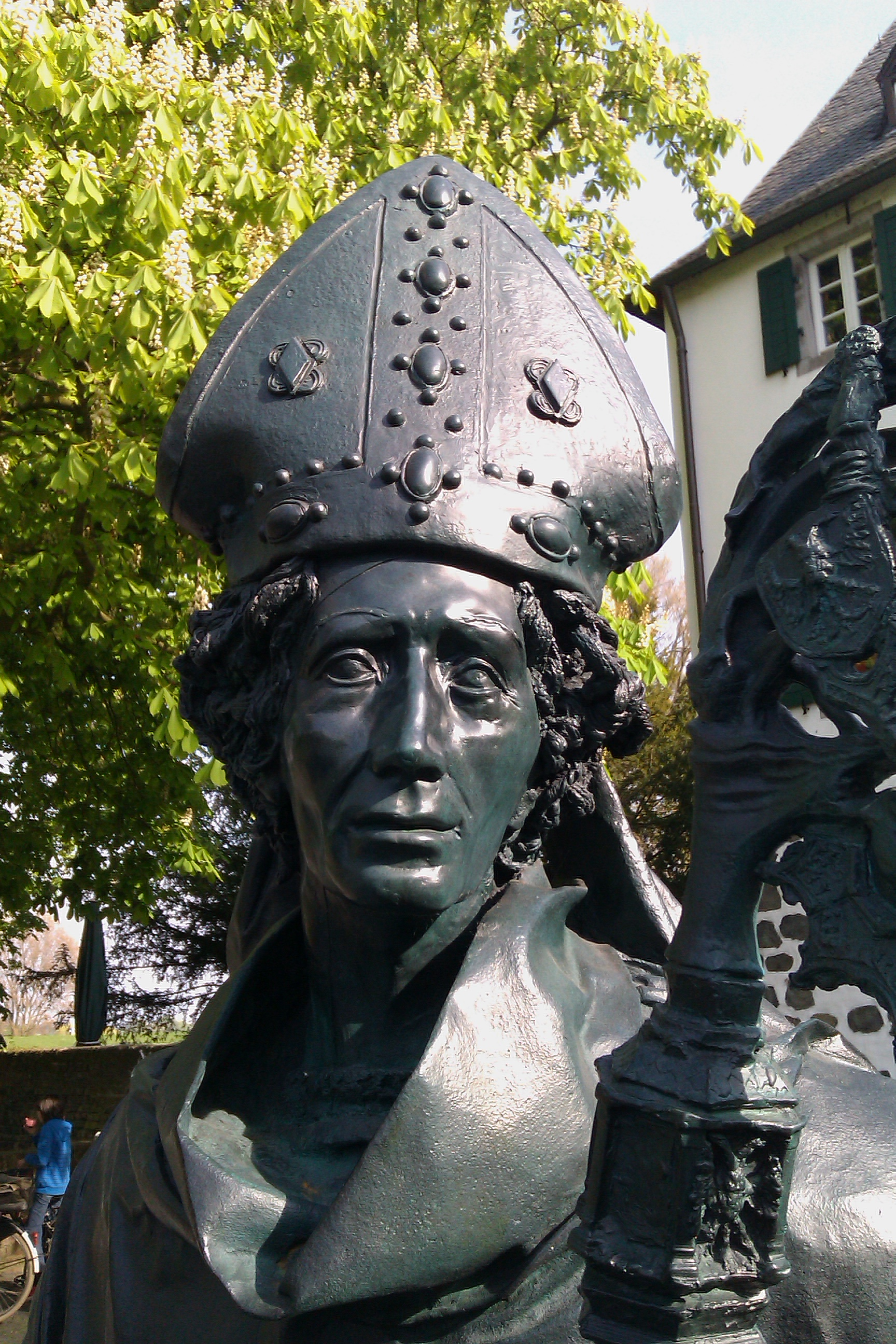
Friedrich von Saarwerden (Denkmal in Zons)

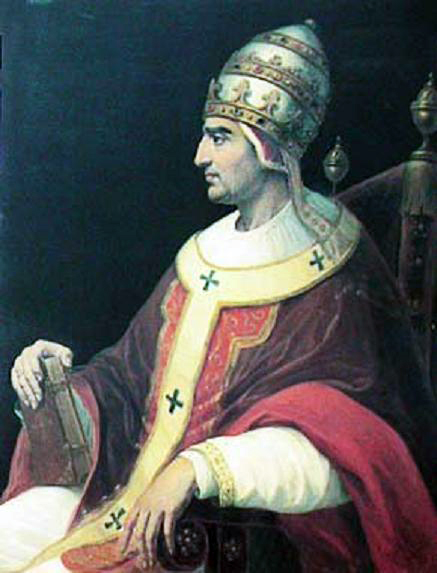
Papst Gregor XI.

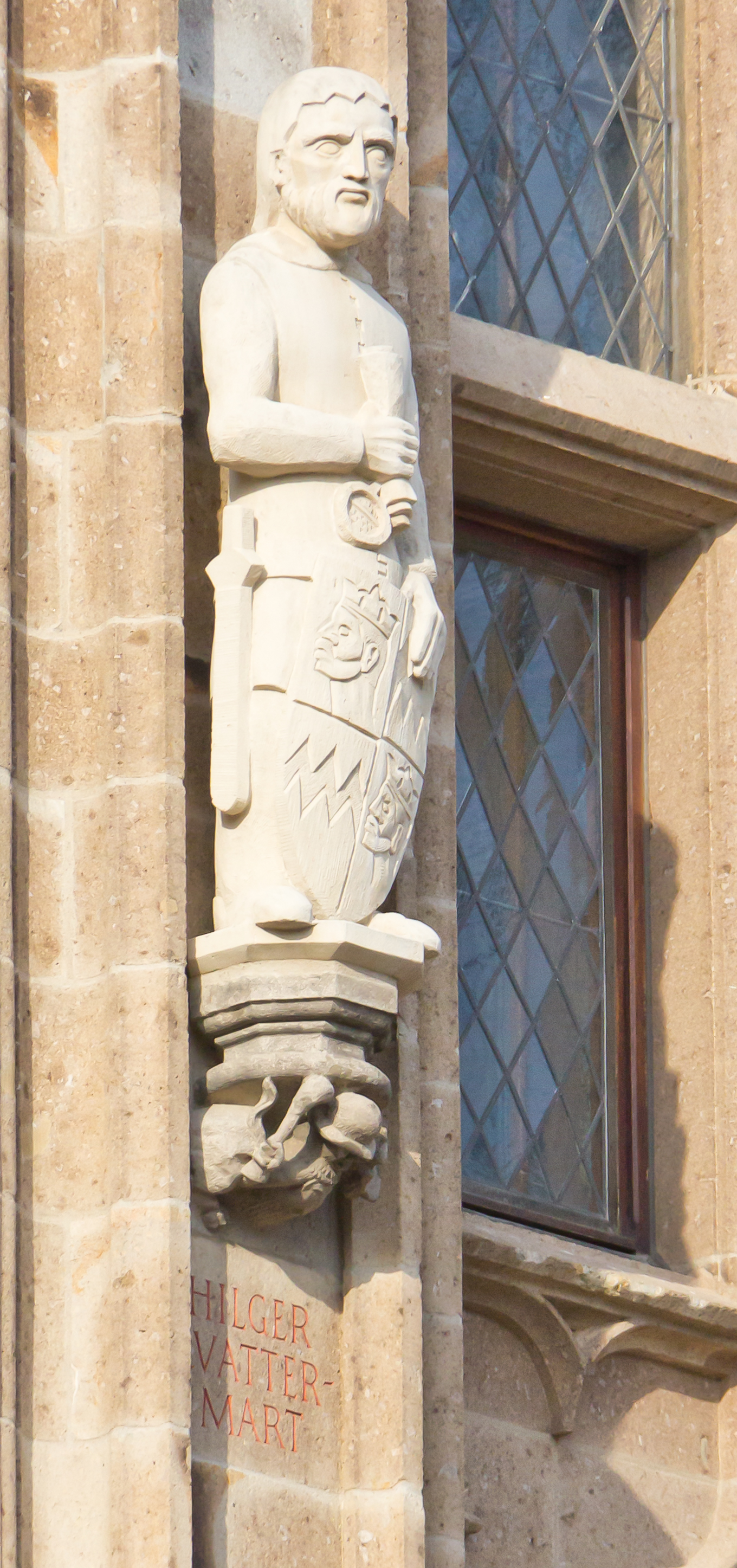
Figur von Bürgermeister Hilger Quattermart von der Stesse am Kölner Rathausturm

Der Kölner Schöffenkrieg war eine Machtprobe zwischen der Stadt Köln und Erzbischof Friedrich III. von Saarwerden in der Zeit vom April 1375 bis zum Februar 1377, nur wenige Jahre, nachdem der Kölner Weberaufstand für Umwälzungen in der Stadt gesorgt hatte. Dabei kam es zu kriegerischen Aktionen im rechtsrheinischen Deutz und im linksrheinischen Kölner Umland. Nach Sühneverhandlungen blieben jedoch die vorherigen Machtverhältnisse bestehen.

## Geschichte

### Vorgeschichte des Konflikts
Die Erzbischöfe von Köln hatten nach der Niederlage von Siegfried von Westerburg in der Schlacht von Worringen im Jahre 1288 ihre weltliche Macht über Köln verloren und durften die Stadt nur noch zum Zwecke religiöser Handlungen betreten, weshalb sie in Bonn residierten. Das Verhältnis zwischen beiden Seiten war davon geprägt, dass die Erzbischöfe versuchten, Köln in ihr kurkölnisches Territorium zu integrieren, während die Stadt danach strebte, sich dem Einfluss der Erzbischöfe immer weiter zu entziehen mit dem Ziel, freie Reichsstadt zu werden. Jedoch waren den Erzbischöfen einige wenige Rechte in der Stadt verblieben. So waren sie unter anderem die Herren des „Hohen weltlichen Gerichts“, wo die vom Erzbischof ernannten Schöffen aus den 15 führenden mächtigen Familien, die sich selbst „edle Geschlechter“ nannten, dem erzbischöflichen Burggrafen beisaßen oder ihn vertraten.
Auf städtischer Ebene gab es im ausgehenden 14. Jahrhundert drei Gremien, die die Macht unter sich aufteilten und um sie stritten: Das Schöffenkollegium, dem die Gerichtsbarkeit in der Stadt unterlag, die Richerzeche, ein Verbund der mächtigen Familien, der unter anderem die Zunftrechte verwaltete, sowie der Rat, der für die Verwaltung und die Finanzen der Stadt zuständig war. Kompetenzen und Zusammensetzung der Gremien waren nicht klar abgegrenzt und deshalb oftmals Gründe für innerstädtische Konflikte. Während die Mitglieder des Schöffenkollegiums und der Richerzeche ihre Ämter lebenslang innehatten, wechselten die Ratsherren – zumindest formal – jährlich. Durch die städtische Neuordnung nach dem Weberaufstand, nach dem sich der Rat als stärkstes Gremium in der Stadt durchgesetzt hatte, waren nur noch zwei Schöffen zum Rat zugelassen, wodurch der Einfluss der mächtigen Familien zurückgedrängt wurde, aber auch der des Erzbischofs, der die Schöffen ernannte und somit indirekt in die Stadt hineinregierte.
Auf Wunsch des Erzbischofs durften ab 1372 Juden wieder in Köln ansässig sein; dieser hatte am 3. Oktober 1372 seinen für zehn Jahre gültigen Judenschutzbrief ausgestellt, die Stadt ihr Judenprivileg rund zwei Monate später. Grund für die erwünschte Wiederansiedlung von Juden in der Stadt war offensichtlich deren Finanzkraft.
Auslöser des „Schöffenkriegs“ war die Verhaftung von zwei Juden – Simon von Siegburg und dessen Schwager David, Sohn des Vivus von Xanten – durch den Greven des Hohen Gerichts, Rembold Scherfgin, im Auftrag des Erzbischofs Friedrich von Saarwerden. Zu diesem Zeitpunkt befand sich der Erzbischof in Köln und musste – laut eigener Aussage – heimlich die Stadt verlassen. Angeblich hatten die beiden Männer, die in Köln wie in Siegburg als Geldverleiher tätig waren, Glaubensgenossen an die „Brüder von Oefte“ verraten, so dass diese „berüchtigten adligen Straßenräuber“ reisende Juden zwischen Köln und Bonn überfallen konnten. Diese Brüder, Engelbert (auch Engelbrecht) und Heinrich, waren Neffen des Grafen Engelbert von der Mark. Mutmaßlich war die Beschuldigung der jüdischen Männer vorgeschoben, um einen Konflikt mit der Stadt zu provozieren.
Während sich der Erzbischof auf seinen Schutzbrief berief, der ihm auch die Gerichtsbarkeit über die Juden zusicherte, sah der Rat mit Bürgermeister Hilger Quattermart von der Stesse in der Verhaftung einen Eingriff in seine den Juden gewährten Privilegien. Friedrich von Saarwerden versuchte offensichtlich, durch die Verhaftung der beiden jüdischen Männer seine für Köln verbliebenen herrschaftlichen Rechte zu betonen und unter Umständen auch wieder auszuweiten.

### Gegenseitige Strafmaßnahmen
Der Rat ließ den Greven Scherfgin festnehmen und erzwang die Freilassung der beiden jüdischen Männer. Der Erzbischof wiederum ließ das Hohe Gericht schließen, und 13 von 17 Schöffen gingen am 4. April 1375 an seinen Hof in Bonn, nachdem der Rat Druck auf sie ausgeübt hatte, ihre Tätigkeit wiederaufzunehmen. Zudem ließ Friedrich den Rhein und alle nach Köln führenden Straße sperren. Im Gegenzug plünderten und brandschatzten städtische Söldner kurkölnische Dörfer im Kölner Süden.
Friedrich von Saarwerden selbst reiste in Begleitung von zwei Schöffen – Gerhard Benesis und Johann Gir – zu Kaiser Karl IV., um eine Vorladung der Stadt vor dessen Hofgericht einzufordern. Die Situation war günstig, da Karl die Wahl seines Sohnes Wenzel zum König vorbereitete und die Stimme des Kölner Erzbischofs benötigte. Zudem sicherten sich Erzbischof und Schöffen gegenseitig weitergehende Rechte und Kompetenzen zu, was für den Rat die Aufgabe aller Funktionen und Rechte bedeutet hätte, die er sich mühsam gegen die „edlen Geschlechter“ der Stadt erkämpft hatte. Angesichts dieser machtvollen Front versuchte die Stadt, den Prozess vor dem Hofgericht zu verschleppen, doch sprach der Kaiser dem Erzbischof einen Schadensersatz in Höhe von 200.000 Goldmark zu, was diesem den Zugriff auf Vermögenswerte der Stadt und der Bürger erlaubte. Der Kaiser forderte zudem verschiedene Landesherren und andere Städte auf, sich auf die Seite Friedrichs von Saarwerden zu stellen.

### Der eigentliche „Krieg“
Der eigentliche „Schöffenkrieg“ begann vermutlich im Juli oder September des Jahres 1375 – die Datierungen gehen auseinander – mit einem Überfall der Schöffenpartei und einer vom Erzbischof angeheuerten Söldnertruppe auf die Stadt. Dieser Überfall wurde wahrscheinlich schon während des Prozesses vor dem Hofgericht vorbereitet, und es wurde versucht, die Anstiftung durch den Erzbischof zu verschleiern. Zwei Parteigänger der Schöffen sollten die Söldner in die Stadt einlassen, die das Rathaus und umliegende Gebäude besetzen und die Ratsherren gefangen nehmen sollten; die Stadt wurde mit Brandpfeilen attackiert. Die Stadt wurde jedoch gewarnt und der Angriff zurückgeschlagen; zwei Kleriker, die den Angriff mitorganisiert hatten – der Domkeppler Godart von Wevelinghoven und der Rentmeister des Erzbischofs Johann von Kelse – wurden inhaftiert. In Reaktion auf diese Gefangennahmen belegte Friedrich von Saarwerden die Stadt mit einem Interdikt, dem Verbot von gottesdienstlichen Handlungen.
Das Tauziehen ging zunächst auf diplomatisch-politischer Ebene weiter: Beide Seiten versicherten sich der Unterstützung durch Verbündete aus dem Rheinland und Umgebung. Der Kaiser bestätigte die Privilegien des Erzbischofs und verhängte die Reichsacht über Köln. Die Stadt entsandte Constantine von Horne als Sonderbeauftragten nach Avignon zu Papst Gregor XI. mit der Bitte um Unterstützung. Dieser exkommunizierte den Erzbischof, der ihm ohnehin Geld schuldete, und bestätigte alle Rechte und Privilegien der Stadt. Weiterhin wies der Papst seinen Nuntius an, vor Ort in Köln zu prüfen, inwieweit ein päpstlicher Richter in den Streitigkeiten vermitteln könne. Der Erzbischof wiederum exkommunizierte im April 1376 alle Kölner Bürger, die an der Verhaftung und Folterung von Godart von Wevelinghoven und Johann von Kelse beteiligt gewesen waren. Er befahl allen Geistlichen in Köln, die Stadt zu verlassen; dieser Anweisung kamen die Kleriker der Kölner Stifte und des Domkapitels jedoch nicht nach, sondern ließen sich von der Stadt zusichern, gegen den Erzbischof geschützt zu werden.
Das rechtsrheinische Deutz, das zu Kurköln gehörte, stellte sich auf die Seite des Erzbischofs, seines Landesherrn.
Am 30. April 1376 brannte eine Gruppe rheinischer Adliger (darunter offenbar die nämlichen „Brüder von Oefte“), „Feinde des Erzbischofs“, wie die Kölner angaben, den gerade neubefestigten Ort als mögliche Aufmarschbasis des Erzbischofs nieder, wenn nicht unter Beteiligung der Stadt, so doch in ihrem Sinne. Der Kaiser, der weiterhin auf die Stimme des Erzbischofs für die Wahl seines Sohnes Wenzel angewiesen war, bestätigte daraufhin die Reichsacht gegen Köln. Als Friedrich von Saarwerden ein militärisches Kontingent nach Lechenich und später nach Rodenkirchen schickte, das dort bis Februar 1377 die Stadt belagerte, schloss Köln dreimonatige Dienstverträge mit Angehörigen des niederen Adels ab, die am 19. Juni 1376 die Abtei Deutz erneut verwüsteten.
Am 6. Juli des Jahres wurde Wenzel in Aachen von Erzbischof Friedrich zum König gekrönt und erneuerte tags drauf die Reichsacht über Köln, im Gegenzug bestätigte der päpstliche Nuntius die Exkommunikation des Erzbischofs. Am 12. Juli versicherte sich der Erzbischof seiner Verbündeten durch die Initiierung eines Landfriedens. Er ließ weitere Truppen aufstellen, woraufhin die Stadt ihrerseits Truppen mit großen Lastkähnen über den Rhein schickte, die Deutz ein weiteres Mal überfielen, viele Häuser und die Abteikirche sowie die Pfarrkirche St. Urban zerstörten. Die Gebeine von Heribert von Köln, die in der Abteikirche ruhten, waren vorsorglich von den Deutzern nach Siegburg gebracht worden. Anschließend verlagerten sich die militärischen Aktionen in das ländliche südliche Umfeld von Köln. Die Stadt verpflichtete Graf Engelbert von der Mark und Söldner, und es kam zu weiteren Auseinandersetzungen. Der Ort Urfeld und umliegende Dörfer wurden in Brand gesetzt, und ein Gefecht am Severinstor im Süden Kölns verlief erfolglos für die Seite des Erzbischofs. Keine Seite konnte jedoch nennenswerte militärische Fortschritte erzielen.

### Ende des Konfliktes und Folgen
Inzwischen war der gesamte Handel zum Erliegen gekommen, und die Kassen leerten sich. Im Januar 1377 kam es mit der Vermittlung des Erzbischofs Kuno von Trier und des Johanniter-Ordensmeisters Konrad von Brunsberg zu Sühneverhandlungen auf der Rheininsel bei Hersel (vermutlich die Herseler Werth). Köln wurde von Hilger Quattermart von der Stesse vertreten, und es wurde ein Waffenstillstand geschlossen. Papst und Erzbischof nahmen ihre jeweiligen Sanktionen zurück, und in der Stadt kehrte man zum rechtlichen Status zurück, der schon vor dem Krieg bestanden hatte (Status quo ante).
Ende März 1377 kehrten die Schöffen aus Bonn zurück nach Köln und mussten einen Eid auf die neuen vertraglichen Abmachungen ablegen. Die 1375 ausgesprochene Verbannung von Gerhard Benesis und Johann Gir wurde aufrechterhalten. Die beiden Juden, deren Verhaftung den Schöffenkrieg ausgelöst hatte, wurden vom Hochgericht zum Tode verurteilt und am 5. August 1377 auf offenem Feld hingerichtet; nach Einschätzung von Cluse ein „Justizmord“. Simons Frau sollte lebendig begraben werden, entging aber auf Fürbitte des Grafen von Kleve dem Tod, nachdem sie sich hatte christlich taufen lassen. Die jüdischen Männer wurden offenbar von der Stadt Köln „geopfert“, damit der Sühnevertrag zum Tragen kam; Stadt und Erzbischof teilten sich – wie damals üblich – Simons umfangreichen Nachlass. Nach einer Aufstellung der Stadt hatte er 126 offene Schuldverträge mit einer Gesamtsumme von 27.000 Kölnischen Mark, die nun von Stadt und Erzbischof eingetrieben wurden. Hauptschuldner war der Graf von Berg, der aber seine Schulden offenbar niemals zurückzahlte.
Unter den Schuldnern befanden sich auch die Brüder aus Oefte, die versucht hatten, den Konflikt für eigene Zwecke zu nutzen. Sie hatten zunächst im Oktober 1375 gestanden, den ersten Überfall auf die Stadt auf Geheiß des Erzbischofs gegen Zahlung von 50.000 Gulden organisiert zu haben, obwohl sie zu diesem Zeitpunkt mit ihm in Fehde lagen, aber auch mit der Stadt Köln. Nach ihrer Gefangennahme durch die Stadt wurden sie von dieser zu einer Jahrrente von 100 Mark in Diensten genommen sowie mit dem Versprechen, bei der Nennung des Erzbischofs als Hauptverantwortlichen für den Angriff zu bleiben und diese Aussage zu wiederholen. Im Rahmen der Sühne mussten sie 1377 das Haus Oefte als „Offenhaus“ an den Kölner Erzbischof abtreten.
Das Kloster Deutz klagte die erlittenen Schäden ein: Die Stadt Köln musste 10.000 Goldgulden Schadenersatz leisten sowie die Gebäude neu errichten lassen. Uneins war man sich über die Dauer der Bauarbeiten und über eine Ratenzahlung, so dass sich die endgültige Erledigung hinzog. Erst 1389 erhielt die Stadt eine Quittung der Abtei über die abgeschlossenen Arbeiten.
Der Ausgang des Schöffenkrieges zeigte, dass es dem Erzbischof, trotz Unterstützung durch den Kaiser und andere, nicht möglich war, „Köln wieder unter seine Herrschaft zu zwingen“. Auch der Versuch der Schöffen, mit Hilfe des Erzbischofs ihre alte Machtposition, die sie bis zum Weberaufstand innegehabt hatten, wieder zu erlangen, war gescheitert.